# یانبیان
یانبیان (به لاتین: Yanbian County) یک شهرستان در جمهوری خلق چین است که در پنژیهوا واقع شده‌است.

## خصوصیات
یانبیان ۳٬۲۶۹ کیلومترمربع مساحت و ۲۰۰٬۰۰۰ نفر جمعیت دارد.